# Geiselnahme

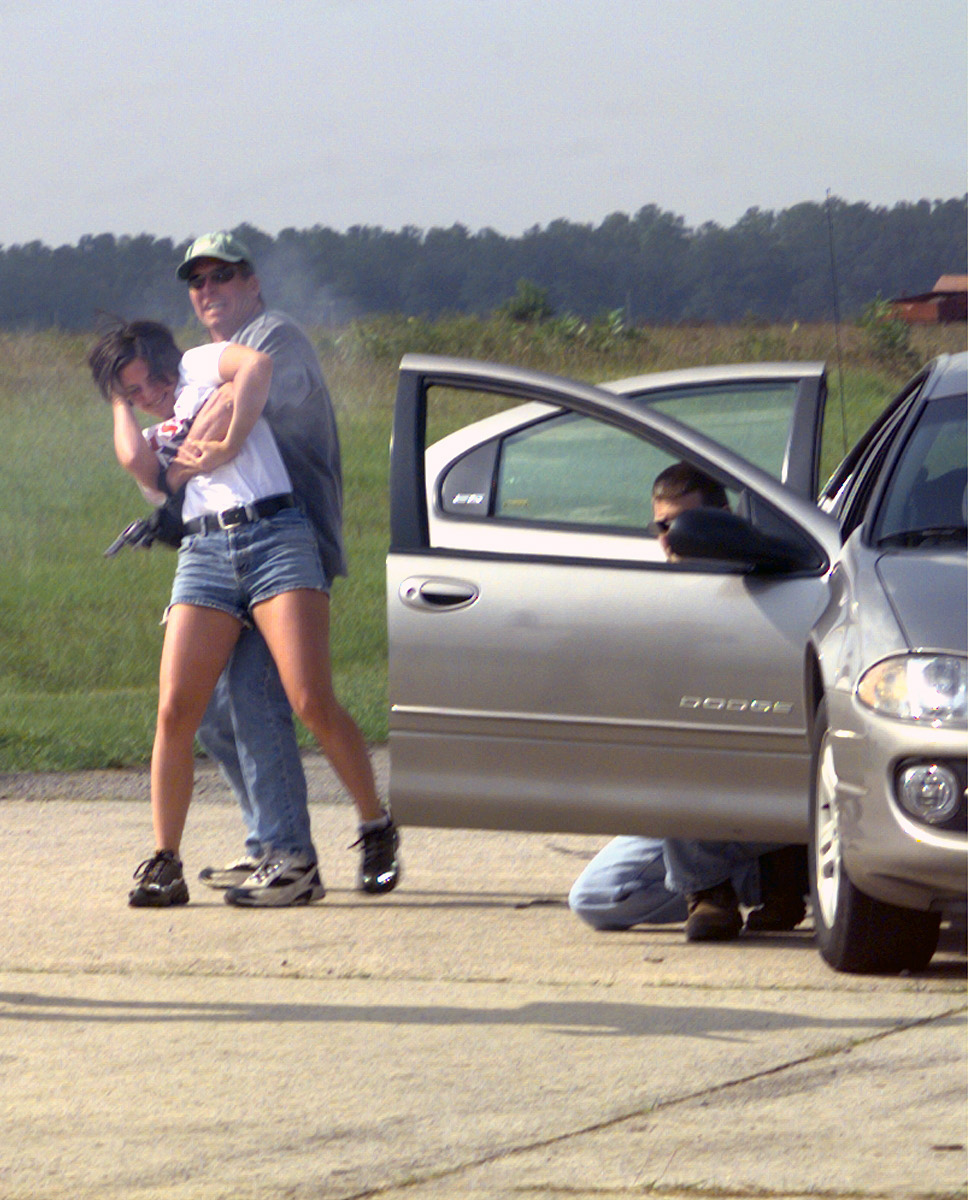
Geiselnahme (Polizeiübung)

Eine Geiselnahme ist ein Freiheitsdelikt gegen die persönliche Freiheit und gegen die körperliche Integrität einer natürlichen Person.

## Kriminologische Abgrenzung zwischen Geiselnahme und Entführung
Kriminologen sprechen von Entführung, wenn der Aufenthalt des Opfers unbekannt ist, d. h. das Opfer an einen nur dem Täter bekannten Ort gebracht wurde. 
Dagegen ist Kennzeichen einer Geiselnahme, dass das Opfer (Geisel) sich an einem der Polizei bekannten Ort befindet und daran gehindert wird, diesen Ort zu verlassen.
Diese Definition stimmt aber nicht mit der juristischen Definition überein: Juristisch gesehen kann auch dann eine Geiselnahme vorliegen, wenn sich das Opfer an einem unbekannten Ort befindet.

## Geiselnahmen im Rahmen von Kriegen

### Einleitung

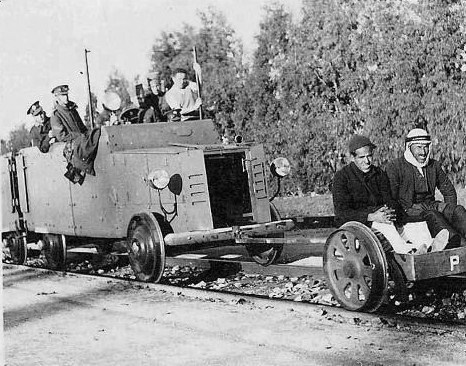
Während des Arabischen Aufstandes 1936 haben britische Soldaten einen Hänger mit arabischen Geiseln vor ihrem Zug angebracht, um Anschläge zu verhindern.

Es kam früher öfter vor, dass im Rahmen von kriegerischen Auseinandersetzungen Geiseln genommen wurden, um Lösegelder zu erpressen oder um ein bestimmtes Verhalten der Bevölkerung zu bewirken. So wurde bereits der englische König Richard Löwenherz von Leopold V. festgehalten, um ein Lösegeld zu erpressen.
Heute sind Geiselnahmen durch das Kriegsvölkerrecht verboten und können vom Internationalen Strafgerichtshof bestraft werden, wenn dieser zuständig ist. 
Auch eine Bestrafung durch nationale Gerichte ist möglich (in Deutschland nach § 8 Absatz 1 Nr. 2, ggf. Absatz 4 oder 5 Völkerstrafgesetzbuch).

### Erster Weltkrieg
Nach dem Beginn des Ersten Weltkriegs marschierte der General der deutschen Armee Max von Schenckendorff mit seinem Großverband, zu dem das Infanterie-Regiment 64 gehörte, durch das neutrale Belgien. Bei jedem Nachtquartier nahm das Regiment Geiseln, da man Anschläge befürchtete. Die Geiseln wurden jeweils am Morgen wieder freigelassen.
Am 1. August 1914 erklärte Deutschland Russland den Krieg. Die russischen Verbände zogen sich aus Kalisch zurück. Am 2. August wurde die Stadt vom deutschen Infanterieregiment 155 aus Ostrowo unter dem Befehl Major Preuskers besetzt. Die Stadt musste 50.000 Rubel Kontribution zahlen und 20 Geiseln stellen. (Näheres hier)

### Zweiter Weltkrieg

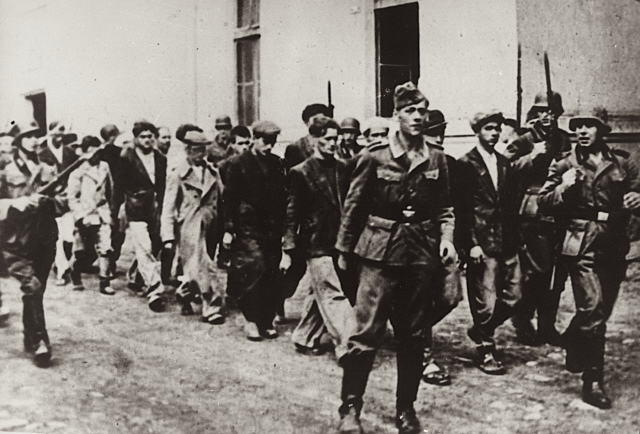
Wehrmachtsoldaten führen Männer zur Exekution, Kragujevac, 21. Oktober 1941

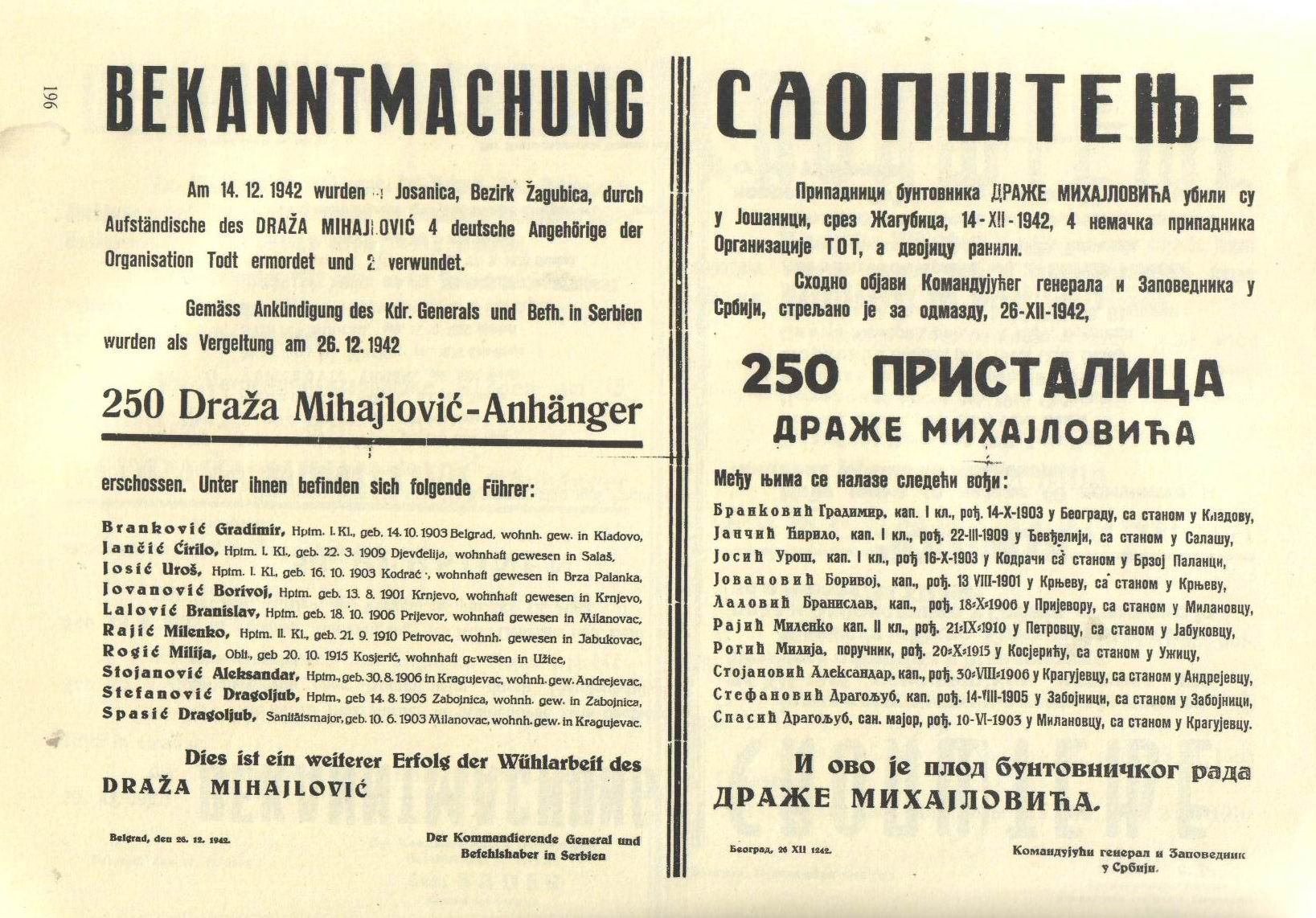
Bekanntmachung der Hinrichtung von 250 Geiseln, Kommandierender General in Serbien, 26. Dezember 1942

Mit dem Sühnebefehl (888/41) erließ Generalfeldmarschall Wilhelm Keitel für das Oberkommando der Wehrmacht am 16. September 1941 die Weisung an die Truppe, für jeden aus dem Hinterhalt getöteten deutschen Soldaten 50 bis 100 Zivilpersonen hinzurichten. Der Sühnebefehl führte zu Geiselnahmen unter der Zivilbevölkerung (speziell Kommunisten, Juden und Zigeunern) und war ein Element des Holocaust und des Porajmos. Die auf diesen Befehl hin begangenen Geiselnahmen und Tötungen wurden im Nürnberger Prozess gegen die Hauptkriegsverbrecher, dem Prozess Generäle in Südosteuropa (Geiselmordprozess) und zahlreichen weiteren Gerichtsverfahren als Geiselnahmen und Massenmorde bewertet und geahndet.
Am 21. August 1941 wurde in Paris ein Attentat auf den Besatzungssoldaten Alfons Moser in der Metrostation Barbès-Rochechouart verübt. Nach zwei weiteren Attentaten gegen Besatzer, den Feldkommandanten Karl Hotz in Nantes und den Kriegsverwaltungsrat Hans Gottfried Reimers in Bordeaux, befahl Hitler dem Militärbefehlshaber Otto von Stülpnagel, der an diesem Tag in Berlin war, 100 französische Geiseln erschießen zu lassen. Stülpnagel wollte die Zahl herunter handeln, aus Bedenken wegen möglichen politischen Folgen. Kurz darauf ließ er insgesamt 98 Geiseln in Nantes und Châteaubriant erschießen. Auf Wunsch von Otto von Stülpnagel verfasste Ernst Jünger eine Denkschrift zu den Geiselerschießungen.
Seit Ende 1944 ließ der „Reichsführer SS“ Heinrich Himmler in Abstimmung mit dem Chef des Reichssicherheitshauptamts (RSHA), Ernst Kaltenbrunner, die prominentesten politischen Häftlinge des NS-Staats aus den deutschen Konzentrationslagern zunächst in das KZ Dachau und im April 1945 schließlich nach Niederdorf im Südtiroler Pustertal bringen. Die SS-Wachmannschaften hatten Befehl, die Gefangenen nicht lebend in Feindeshand geraten zu lassen. Durch das mutige Handeln des Offiziers der Wehrmacht Wichard von Alvensleben konnten die schließlich im Hotel Pragser Wildsee untergebrachten Gefangenen dort am 4. Mai 1945 von der US-Armee befreit werden. Der Hintergrund: Die NS-Führung hoffte, die sogenannte Alpenfestung von Bayern bis ins Trentino gegen die vorrückenden Alliierten verteidigen zu können. Himmler, der in den letzten Wochen und Monaten des NS-Regimes seine eigene Geheimdiplomatie vor allem in Richtung der Amerikaner betrieb, und Kaltenbrunner glaubten, die Geiseln als Verhandlungsposition gegenüber den Alliierten nutzen zu können. Es waren insgesamt 139 sogenannte Sippen- und Sonderhäftlinge aus siebzehn europäischen Nationen, darunter der ehemalige österreichische Bundeskanzler Kurt von Schuschnigg mit Frau und Tochter, der frühere französische Ministerpräsident Léon Blum mit Ehefrau, Hitlers früherer Reichswirtschaftsminister Hjalmar Schacht, der britische Geheimagent Sigismund Payne Best, der ehemalige ungarische Ministerpräsident Miklós Kállay, der Oberbefehlshaber des griechischen Heeres, General Alexandros Papagos, mit seinem gesamten Generalstab, der französische Bischof von Clermont-Ferrand, Gabriel Piguet, der evangelische Pastor Martin Niemöller sowie Familienangehörige des Hitler-Attentäters Oberst Claus Schenk Graf von Stauffenberg.
Ein deutscher Offizier, Hauptmann Wichard von Alvensleben, hatte von dem Gefangenentransport erfahren und ließ am 30. April 1945 die Gefangenen in Niederdorf von einem Wehrmachtstoßtrupp aus der Gewalt der SS befreien. Noch am selben Tag wurden die Häftlinge ins nahegelegene Hotel am Pragser Wildsee gebracht, wo sie rund drei Wochen versorgt wurden. Am 4. Mai 1945 traf die US-Armee im Hotel ein. Sie führten den Häftlingskonvoi weiter über Verona nach Neapel und auf die Insel Capri. Nach zahlreichen Verhören bekamen die Befreiten schließlich die Erlaubnis zur Heimkehr.

## Chronik von aufsehenerregenden Geiselnahmen

### Geiselnahmen durch Einzeltäter
- Am 23. August 2010 kaperte ein philippinischer Ex-Polizist einen mit 25 Personen besetzten Reisebus in Manila und forderte seine Wiedereinstellung als Polizist. Nach einer folgenden elfstündigen Geiselnahme eskalierte die Situation, als der Täter begann, auf die Geiseln zu schießen. Während der folgenden Stürmung durch ein Einsatzkommando kamen der Täter und acht Geiseln ums Leben.
- Im Dezember 1999 brachte ein 46-jähriger Bosnier den Filialleiter einer Sicherheitsfirma und zwei Mitarbeiter in seine Gewalt und verschleppte sie von Würselen in eine Filiale der Landeszentralbank in Aachen. Nach fast 50-stündiger Geiselnahme und langwierigen Verhandlungen wurde der Mann von der Polizei erschossen, als er mit einer Geisel in einem bereitgestellten Fahrzeug zu entkommen versuchte.
- 19. Mai 1998 in Florida, USA: Rund 200 Sicherheitskräfte umstellten eine Tankstelle im Hernando County, wo der 30-jährige Hank Earl Carr eine schwangere Angestellte als Geisel genommen hatte. Carr hatte zuvor einen vierjährigen Jungen erschossen und auf der anschließenden Flucht drei Polizisten getötet, ehe er nach einer wilden Verfolgungsjagd das Geschäft gestürmt hatte. Der Täter führte anschließend telefonisch Interviews mit dem lokalen Radiosender WFLA, bevor er die Geisel nach rund fünf Stunden gehen ließ und sich selbst erschoss.
- Im Juni 1993 hatte der mehrfach vorbestrafte Robert Sedlacek ein Geldinstitut in Wien überfallen, auf der Flucht einen Polizisten erschossen und sich anschließend mit drei Geiseln in einem Modegeschäft verschanzt. Beim Versuch, Sedlacek zur Aufgabe zu überreden, schoss dieser plötzlich auf den Verhandlungsleiter der Polizei und verübte Suizid. Der Verhandlungsleiter konnte bereits am selben Tag das Krankenhaus wieder verlassen, da das Projektil im Mobiltelefon des Beamten steckengeblieben war. Auch die Geiseln blieben unverletzt.
- Im August 1986 brachte ein mit Schusswaffen und Sprengstoff ausgerüsteter Bankräuber in Helsinki elf Menschen in seine Gewalt. Bei der anschließenden Flucht mit drei der Geiseln in einem bereitgestellten Fahrzeug, versuchte die Polizei den Täter an einer Tankstelle zu überwältigen. Dabei konnten zwei der Geiseln flüchten, der Täter und ein 25-jähriger Bankkunde starben bei der vom Täter ausgelösten Explosion des Sprengstoffs, zudem wurden neun Polizisten verletzt.
- Am 20. September 1981 brachen André Baganz und drei weitere Häftlinge aus der Untersuchungshaftanstalt Frankfurt (Oder) aus und nahmen zwei Schließer als Geiseln. Eine der Geiseln wurde durch einen Schuss schwer verletzt. Vor der Haftanstalt entwaffnete einer der Ausbrecher einen Volkspolizisten und erschoss ihn mit dessen Dienstwaffe. In einer Wohnung des nahegelegenen Hochhauses Karl-Marx-Straße 23 wurden die Geiselnehmer am selben Tage durch eine Spezialeinheit des Ministeriums für Staatssicherheit überwältigt.
- Im August 1973 betrat ein Gefangener auf Freigang die Kreditbank am Norrmalmstorg im Stadtzentrum von Stockholm und nahm vier Geiseln. Nach drei Tagen bohrte die Polizei ein Loch in das Dach, durch das sie zunächst eine Kamera einführte. Zwei Tage darauf wurde durch dieses Loch Gas in die Bank eingeleitet und das Drama dadurch beendet. Niemand kam dabei zu Schaden. Sie war einer der ersten Kriminalfälle, über den die schwedischen Medien live berichteten. In der Folge gab der Psychiater Nils Bejerot einer Überlebensstrategie der Geiseln den Namen „Stockholm-Syndrom“.

### Massengeiselnahmen (ohne Flugzeugentführungen)
| Vorfall                                                                                | Ort                                          | Beginn                       | Dauer          | Opfer                |
| -------------------------------------------------------------------------------------- | -------------------------------------------- | ---------------------------- | -------------- | -------------------- |
| Anschlag auf die Sayidat-al-Nejat-Kathedrale                                           | Bagdad (Irak)                                | 31. Oktober 2010             | wenige Stunden | 58 Tote              |
| Geiselnahme in einer Schule in Beslan durch Tschetschenen                              | Beslan (Russland)                            | 1. September 2004            | 2 Tage         | etwa 385 Tote        |
| Geiselnahme im Moskauer Dubrowka-Theater durch Tschetschenen                           | Moskau (Russland)                            | 23. Oktober 2002             | 57 Stunden     | etwa 170 Tote        |
| Geiselnahme in der japanischen Botschaft in Lima                                       | Lima (Peru)                                  | 17. Dezember 1996            | 126 Tage       | 17 Tote              |
| Geiselnahme von Budjonnowsk durch Tschetschenen                                        | Budjonnowsk (Russland)                       | 14. Juni 1995                | 6 Tage         | 130–191 Tote         |
| Geiselnahme im Obersten Gericht von Costa Rica                                         | San José (Costa Rica)                        | 26. April 1993               | 4 Tage         | keine                |
| Gladbecker Geiseldrama nach Banküberfall                                               | Deutschland, Niederlande                     | 16. August 1988              | 3 Tage         | 3 Tote               |
| Geiselnahme von Ouvéa durch Mitglieder der FLNKS („Opération Victor“)                  | Ouvéa (Neukaledonien)                        | 22. April 1988               | 14 Tage        | 21 Tote              |
| Kaperung der Achille Lauro                                                             | Kurs von Alexandria nach Port Said (Ägypten) | 7. Oktober 1985              | 2 Tage         | 1 Toter              |
| Besetzung der polnischen Botschaft in Bern                                             | Bern (Schweiz)                               | 6. September 1982            | 4 Tage         | keine                |
| Geiselnahme in der Iranischen Botschaft in London                                      | London (Großbritannien)                      | 30. April 1980               | 6 Tage         | 7 Tote               |
| Geiselnahme in der dominikanischen Botschaft in Bogota 1980                            | Bogota (Kolumbien)                           | 27. Februar – 27. April 1980 | 61 Tage        | 1 toter Geiselnehmer |
| Besetzung der Großen Moschee in Mekka durch militante Islamisten                       | Mekka (Saudi-Arabien)                        | 20. November 1979            | 14 Tage        | 330 Tote             |
| Geiselnahme von US-Diplomaten in Teheran                                               | Teheran (Iran)                               | 4. November 1979             | 444 Tage       | 8 Tote               |
| OPEC-Geiselnahme                                                                       | Wien (Österreich)                            | 21. Dezember 1975            | 22 Stunden     | 3 Tote               |
| Geiselnahme in der Londoner Balcombe Street durch Mitglieder der IRA                   | London (Großbritannien)                      | 6. Dezember 1975             | 6 Tage         | keine                |
| Zugentführung in Wijster durch Jugendliche aus Maluku Selatan                          | Bei Wijster, Niederlande                     | 2. Dezember 1975             | 12 Tage        | 3 Tote               |
| Geiselnahme in der bundesdeutschen Botschaft in Stockholm durch Mitglieder der RAF     | Stockholm (Schweden)                         | 24. April 1975               | wenige Stunden | 4 Tote               |
| Besetzung einer Schule durch Mitglieder der DFLP                                       | Ma’alot, Israel                              | 15. Mai 1974                 | 2 Tage         | 34 Tote              |
| Besetzung der saudischen Botschaft in Khartum durch Mitglieder des Schwarzen September | Khartum, Sudan                               | 1. März 1973                 | 2 Tage         | 3 Tote               |
| Geiselnahme von München während der Olympischen Spiele                                 | München, Fürstenfeldbruck (Deutschland)      | 5. September 1972            | 21 Stunden     | 17 Tote              |